# سو سونغ
سو سونغ (1020–1101) عالم موسوعي صيني تخصص في العلوم السياسية والفلك ورسم الخرائط وعلم البنكامات والطب الصيني وعلم المعادن وعلم الحيوان وعلم النبات والميكانيكا والعمارة، كما كان شاعرًا ومتخصص بالأثريات وسفيرًا دبلوماسيًا لأسرة سونغ.
صمم سو سونغ برج ساعة به ساعة فلكية هيدروليكية في كايفنغ، استخدم فيها صورة بدائية لتقنية ميزان الساعة. نقل سو سونغ تقنية ميزان الساعة التي استخدمها في برج ساعته، عن الراهب البوذي يي شينغ التي صصمها ليستخدمها لتشغيل آلة ذات الحلق تعمل بدفع المياة عام 725، إلا أن سو سونغ عدل فيها لجعلها تعمل ميكانيكيًا. تميز برج ساعة سو سونغ أيضًا بأنه استخدم أقدم ناقل حركة للقوى، سماه تيان تي (天梯)، أو "السلم السماوي"، مثلما وصفها في أطروحته في قياس الزمن. كان برج ساعته يحتوي على 133 ترس مختلف لتحديد وقرع الساعات. كتب سو سونغ أطروحته عن برج الساعة عام 1092، ونشرها عام 1094.
بعد أن غزو أسرة جين تم تفكيك ساعته عام 1127، ورغم المحاولات لإعادة تجميعها، لم تنجح أبدًا محاولات إعادة التجميع. إضافة لأطروحته الشهيرة عن برج الساعة، كان لسو سونغ أعمالاً أخرى، منها مجلد خرائط سماوي به العديد من خرائط النجوم، والخرائط الأرضية، وأطروحة أخرى في علم الصيدلة، كانت بها بعض المواضيع المتعلقة بعلوم المعادن والحيوان والنبات والفلزات.
بالرغم من أن الرحالة اليسوعيين الأوروبيين إلى الصين كماتيو ريتشي ونيكولاس تريجو ذكروا ساعات صينية تدور بعجلات في كتاباتهم إلا أن الأوروبيين أخطأوا باعتقادهم أن الصينيين لم يتوصلوا سوى لمرحلة اختراع الساعات المائية والبخورية والمزولة، وأن الساعات الميكانيكية شيئًا حديثًا قيّمًا قدمه الغرب للصين. كما تصف النصوص المعاصرة التي ترجع لأسرة مينج سلسلة من متصلة من الساعات الميكانيكية التي صممت في الصين بين القرنين الثالث عشر والسادس عشر الميلاديين.

## وصلات خارجية
- سو سونغ على موقع الموسوعة البريطانية (الإنجليزية)

- ساعة سو سونغ 1088
- سو سونغ في الموسوعة البريطانية